# Frewena maculata
Espèce
Frewena maculata est une espèce d'araignées aranéomorphes de la famille des Salticidae.

## Distribution
Cette espèce est endémique du Territoire du Nord en Australie. Elle se rencontre vers Frewena.

## Description
La carapace du mâle holotype mesure 1,4 mm de long sur 1,2 mm et l'abdomen 1,5 mm de long et la carapace de la femelle paratype mesure 1,5 mm de long sur 1,2 mm et l'abdomen 1,4 mm de long.

## Systématique et taxinomie
Cette espèce a été décrite par Richardson en 2013.

## Publication originale
- Richardson, 2013 : « New unidentate jumping spider genera (Araneae: Salticidae) from Australia. » Zootaxa, no 3716 (3), p. 460-474.